# Gardesh
Gardesh är en ort i Iran.   Den ligger i provinsen Khuzestan, i den centrala delen av landet, 500 km söder om huvudstaden Teheran. Gardesh ligger 1 830 meter över havet och antalet invånare är 178.
Terrängen runt Gardesh är bergig åt nordost, men åt sydväst är den kuperad. Runt Gardesh är det ganska tätbefolkat, med 56 invånare per kvadratkilometer. Närmaste större samhälle är Dehdez, 3,7 km sydväst om Gardesh. Omgivningarna runt Gardesh är i huvudsak ett öppet busklandskap.